# Eucithara conohelicoides
Eucithara conohelicoides is een slakkensoort uit de familie van de Mangeliidae. De wetenschappelijke naam van de soort is voor het eerst geldig gepubliceerd in 1846 door Reeve.